# Vincenzo Fardella di Torrearsa
Vincenzo Fardella di Torrearsa est un homme politique né le 16 juillet 1808 à Trapani et mort le 12 juin 1889 à Palerme.

## Biographie
Il est président du Sénat du royaume d'Italie entre le 5 décembre 1870 et le 20 septembre 1874 pendant la XIe législature.

## Source
- (it) Cet article est partiellement ou en totalité issu de l’article de Wikipédia en italien intitulé « Vincenzo Fardella di Torrearsa » (voir la liste des auteurs).